# Bobbie James (Rose)
Die Rosensorte Bobbie James ist eine „Multiflora“-Rambler-Rose. Der Rosensammler Graham Thomas von der Sunningdale Nursery entdeckte die Rose 1961 als Sämling im Garten von Lady Serena James in St. Nicholas bei Richmond.

## Blüte und Früchte
Die moschusartig duftenden, leicht schalenförmigen, weißen Blüten erscheinen einmalig, in der Mitte der Saison, im Juni bis Juli. Sie haben gelbe Staubfäden, sind 4 cm groß und leicht gefüllt. Die Blüten hängen in großen Dolden und erinnern an Wildrosen- oder Kirschblüten. Aus ihnen entwickeln sich im Herbst zahlreiche kleine Hagebutten, die orangerot sind.

## Wuchs und Standort
'Bobbie James' ist für halbschattige Lagen geeignet und winterhart bis −23 °C (USDA-Zone 6). Es ist eine kletternde Rose mit langen Trieben, die mit starken Stacheln bewehrt sind. Ihre dunkelgrünen, glänzenden Laubblätter sind robust und resistent gegen viele Pilzkrankheiten. 'Bobbie James' ist ideal geeignet, um an großen Bäumen bis zu 10 Meter hochzuranken und den Effekt einer „zweiten Blüte“ des Baumes im Juli zu erzeugen.